# 廉政第一擊
《廉政第一擊》是一部1993年出品，由林德祿執導，由狄龍、張曼玉、任达华、李子雄主演，主要讲述了香港廉政公署成立的故事

## 故事大綱
在 1970 年代初期，廉政公署尚未在香港成立，警政貪污氾濫，整个城市充斥着贪污和普遍贫困。少數不願同流合污的警察之一的葉福，下場是遭到排擠，甚至因此遇害，而人民被迫生活在必須行賄才能生存的環境當中。
陸大潮是掌管黑錢的「水龍頭」，在黑白兩道中呼風喚雨，警司、探長都得對他聽命，手下的冷血殺手葉競生殺人如麻，葉福正是被他所暗殺。
王一沖警长为人正直，不与贪官同流合污，因此在警局里被排挤在外。在一次調查貪污案的行动中，王一沖的下属莫森向王一沖的背部开枪，打伤了他，所幸良心未泯的莫森未施予致命一擊，王一沖憑驚人意志在不久後康復。
1971年，新任总督麦理浩上任，授命百里渠爵士调查香港发生的贪污事件。百里渠的特助馬安妮律師遊說王一沖出馬主持大局並成立反貪污的特別調查小組，王一沖並從警隊招募了油嘴滑舌、聰明伶俐的神槍手盧金水和搏擊高手兼李小龍迷，同時是葉福遺孤的葉振環加入。

王一沖找莫森逼問出陸大潮的「米舖」（收集黑錢之處）位置，在找帳本時行動敗露，莫森慘遭酷刑，經此一役，王一沖與陸大潮對峙的狀態浮上檯面，而莫森決定「攻擊是最好的防守」，加入特別小組。
王一沖等人鍥而不捨找到負責記帳的麥基，並使計令他願意作證，然而陸大潮的殺手混入法院，將麥基和押送他的盧金水殺害。在一次百里渠爵士的報告會上，王一沖向总督麦理浩和百里渠爵士等眾政府官員控訴，與馬安妮爭取成立獨立於警隊之外的反貪污部門，終於在1974年成立廉政公署，协助收集贪污集团的证据，并开始了香港的首次反贪行动。
廉政公署成立之後，王一沖致力於將陸大潮移送法辦，陸大潮卻依然故我的囂張，甚至以王一沖的家人生命安危來威脅。另一方面，莫森和安妮互有好感，情人節當天莫森約會安妮，卻在陸大潮手下跟蹤的過程中慘遭殺害。
莫森臨死之前，將陸大潮的地下銀行巢穴位置的印章蓋在手上，王一沖和葉振環率隊趕至，與陸大潮手下激戰，陸大潮卻將黑錢打包欲乘遊艇逃走，王一沖跳上遊艇與陸大潮展開激烈搏鬥，陸大潮企圖殺害王一沖，卻反被王一沖撂倒，慘遭自己的武器割頸身亡。

## 主要角色
| 演員   | 角色       | 粵語配音 | 暱稱/關係 |
| 狄龍   | 王一沖     | 朱子聰   | 沖哥、鐵木真 (意思指:鐵面無私、木口木面、樣樣認真) 警員，職位沙展 在一次行動中被同僚莫森開鎗擊中頭部，入院數月後奇跡康復 其後要求復職，因為不肯賄賂心理醫生而憤然辭職 受馬安妮邀請加入反貪污調查小組 曾經只派支槍而沒上子彈給盧金水，而間接害死其 陸大潮之天敵 |
| 張曼玉 | 馬安妮     | 何錦華   | Annie 百里渠爵士的助理 |
| 任达华 | 莫森       | 張炳強   | 警員 王一沖之下屬 曾被收買向王一沖開鎗，擊中其頭部 |
| 李子雄 | 陸大潮     | 陳欣     | 潮哥、水龍頭 貪污集團主腦 香港黑白兩道最高話事人 後被王一沖擊倒，反被自己的暗器刺殺身亡 |
| 劉錫明 | 葉振環     |          | 學警，反貪污小組調查員，後成為廉政公署調查員 精於博擊 葉福之子 後殺害陸大潮手下 |
| 許志安 | 盧金水     | 原聲     | 學警，後成為反貪污小組調查員 精於鎗法 後在保護麥基時被陸大潮手下殺害 |
| 金興賢 | 葉福       | 張炳強   | 警員，屬反貪污部 葉振環之父 王一沖之好友 後被陸大潮手下殺害 |
| 葉競生 | 陸大潮手下 | 黃志明   | 陸大潮之心腹手下、殺手 啞巴 曾殺害葉福、九叔、麥基、Muscle及盧金水 後被葉振環擊倒，反被葉振環以自己的暗器殺害身亡 |
| 李海生 | 九叔       | 陳永信   | 後被陸大潮手下殺害 |
| 周匡朝 | 麥基       |          | 九叔之手下，任會計 同性戀者，Muscle之男友 後成為污點證人 後被陸大潮手下殺害 |
| 張鳳妮 | 王一沖前妻 | 鄭麗麗   | |
| 陳治良 | Muscle     |          | 同性戀者，麥基之男友 后被陸大潮手下殺害 |
| 梁錦燊 | 陳炳       | 黃志明   | 陸大潮軍師 後被陸大潮殺害 |